# Flying Fox Waterhole
Das Flying Fox Waterhole ist ein See im Nordosten des australischen Bundesstaates Western Australia. 
Der See liegt im Verlauf des Dunham River, 17 km südwestlich von Kununurra.